# Le Buisson, Lozère
Le Buisson este o comună în departamentul Lozère din sudul Franței. În 2009 avea o populație de 218 de locuitori.

## Evoluția populației
| An        | 1975 | 1982 | 1990 | 1999 | 2006 | 2009 |
| --------- | ---- | ---- | ---- | ---- | ---- | ---- |
| Populație | 220  | 224  | 188  | 210  | 207  | 218  |